# Paddelsurfing

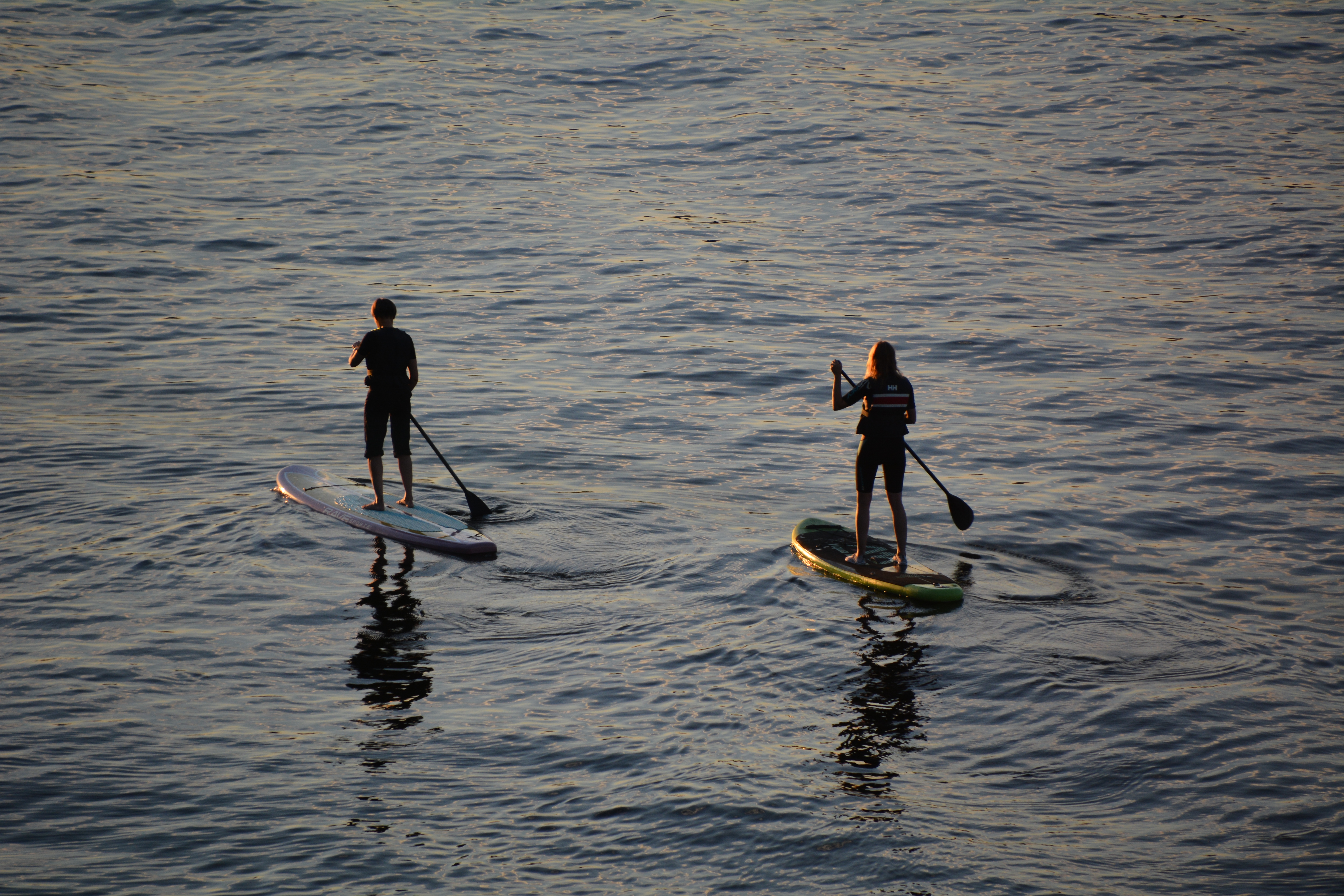
Paddelsurfare

Paddelsurfing eller ståpaddling är en kombination av surfing och paddling. Den utförs stående på en surfbräda med en lång paddel i händerna.

## Beskrivning
Paddelsurfing görs på en surfbräda som liknar en longboard men är något bredare och tjockare, för bättre flytförmåga. Surfaren står upp och använder en lång, enbladig paddel för framdrivning såväl som för stabilitet och hävarm under snabba svängar.
En paddelbräda är uppbyggd av en tvådelad stomme av polyuretan eller polystyren med en tunn ryggrad av trä för styvhet samt ytterst ett tunt skal av polyester eller epoxy baserad glasfiber. Till uthyrning och nybörjare används ofta en något mjukare bräda av skumplast med ett mjukt men tåligt plastskinn.

## Ursprung och utveckling
Sporten har utvecklats ur behovet att kunna paddla ut genom mindre vågor och sedan kunna paddla snabbare och längre sträckor i jakt på den perfekta vågen. Den utfördes till en början av surfinginstruktörer som på 1950-talet tog hjälp av paddlar för att ta sig runt, med eller till sina elever. Som ett alternativ till traditionell surfing spreds det dock runt år 2000. Det engelska uttrycket stand up paddle boarding (SUP) myntades samtidigt, och den är internationellt en snabbt växande vattensport.
Trots sitt ursprung som paddelsurfing i vågor har verksamheten snabbt spridit sig till lugnare vatten. Den syns ofta vid lugnare kommersiella badstränder samt på insjöar och i vikar som en form av rekreation. I lugnt vatten är paddelsurfing även lämplig balansträning och introduktion till mer krävande vattensporter som till exempel vindsurfing. .

## Galleri

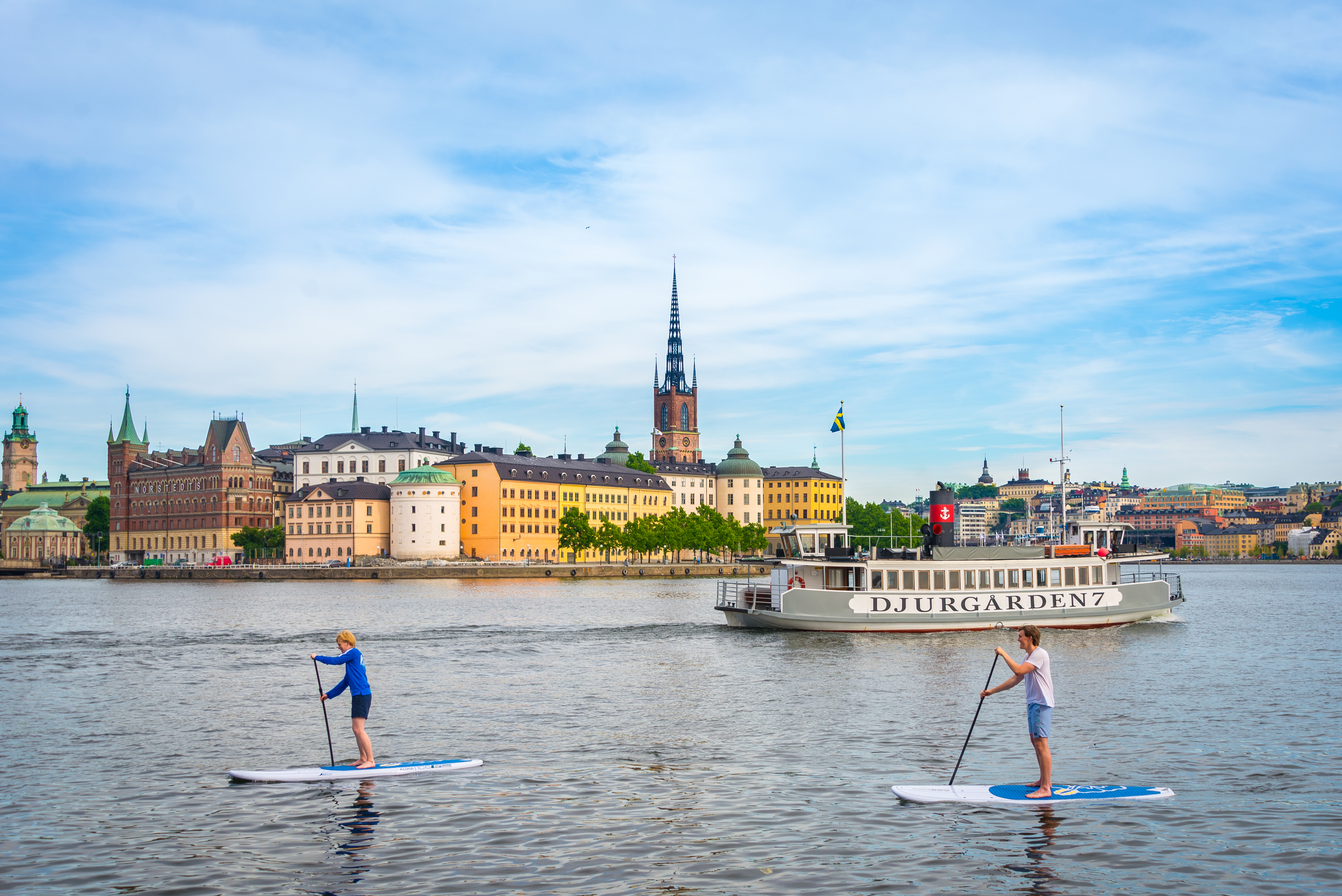
Paddelsurfing i Riddarfjärden i Stockholm.
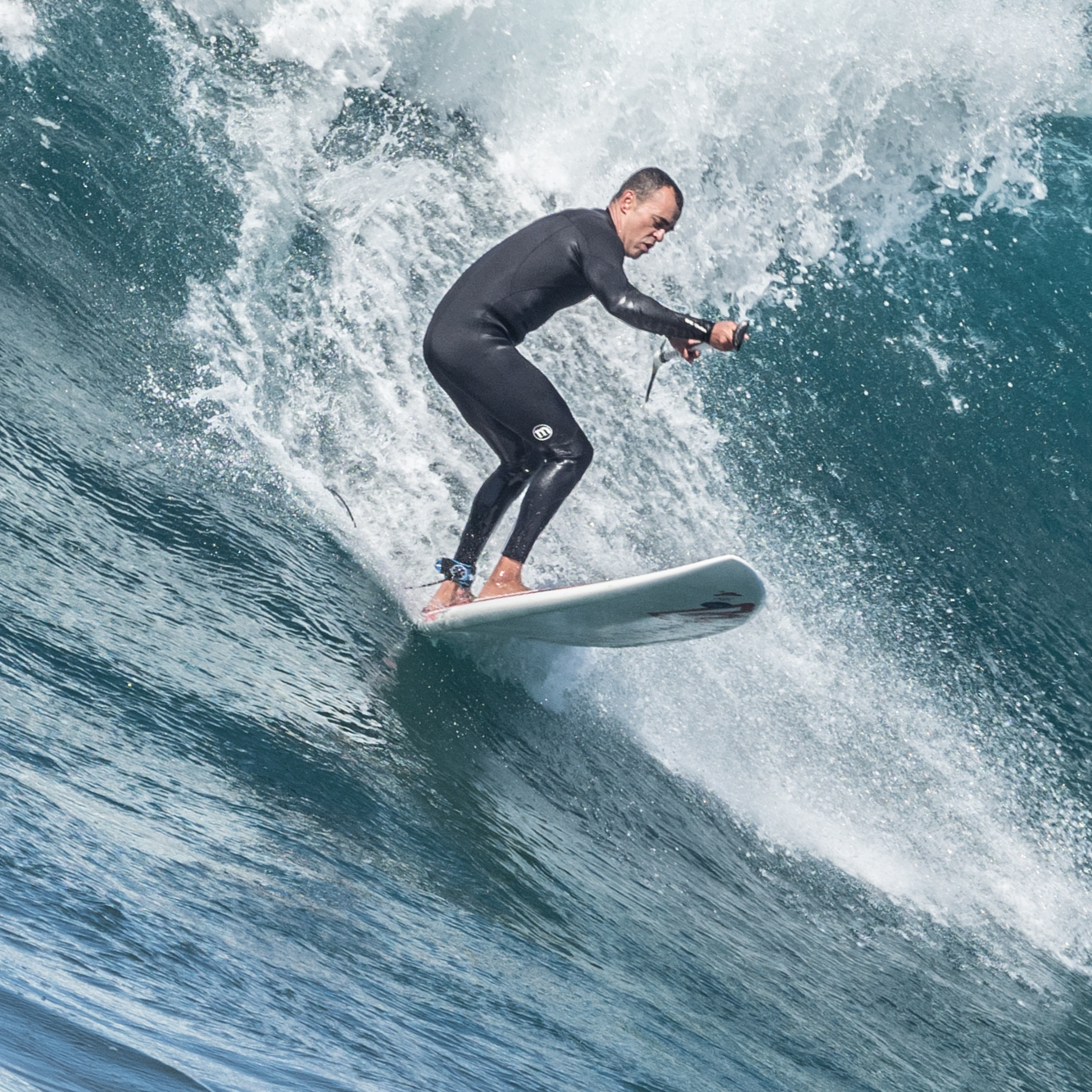
Paddelsurfing i bränningarna utanför Las Palmas, Gran Canaria.
- Paddelsurfare i Spanien.

## Källhänvisningar
1. ↑  Kahn, Åsa (31 augusti 2018). ”De har fastnat för ståpaddling”. Svenska Dagbladet. ISSN 1101-2412. https://www.svd.se/de-har-fastnat-for-stapaddling. Läst 7 juni 2019.
2. 1 2  Bergqvist Lindvall, Erika (2012-08-17): "Paddelsurfing på ön för att stanna". Helagotland.se. Läst 3 september 2014.